# Гевхерхан-султанија (ћерка Ибрахима)
Султанија Гевхерхан је најстарија ћерка султана Ибрахима и Султанија Турхан Хатиџе.

## Први брак
Добила је име у част Ибрахимове старије сестре Гевхерхан. Рођена је 1641. године. 
Гевхерхан се удала 1646. године за Џафер-пашу, миљеника султана и везира куполе. Умро је у децембру 1647. године. Мајка ју је са непуних једанаест година удала за Мостарли Исмаил-пашу.
Познато је да је током брака Гевхерхан живела ван Истанбула. Пратила је пашу свуда, пошто је био намесник разних провинција за време брака. Са њим је имала ћерку. Док је пратила свог мужа, бавила се добротворним радовима. Паша је умро док је службовао у Eзаку, а на Гевхерханино инсистирање, сахрањен је у Истанбулу.

## Други и трећи брак
Султанија је удата 1667. године за Чавушзаде Мехмед-пашу. Након његове смрти 1681. године,у неком тренутку, њен брат султан Мехмед ју је удао накратко за неког Кенан-пашу. Наредних неколико година проводи у Једрену и живи као удовица, све док је султан Ахмед II није удао 13. јануара 1692. за Хелвачи Јусуф-пашу, који је био адмирал флоте.

## Смрт
Гевхерхан се разболела почетком 1694; тадашњи султан Ахмед II , који је био њен полубрат, инсистирао је да се његова сестра пресели у Једрене, где је веровао да постоји повољнија клима. Међутим, побољшања није било: 27. октобра 1694. , Гевхерхан-султанија је умрла у Једрену. Сахрањена је у Принчевој џамији у Истанбулу.

## Занимљивости
Године 1672. била је поред своје сестре Бејхан међу неколико личности харема које су пратиле свог брата султана Мехмеда у његовом влашком походу на Камјањец-Подиљски .
Њен полубрат је након њене смрти дозволио Даријусад-аги да конфискује имовину своје старије сестре у Истанбулу и Једрену, наводно зато што је имала дугове према његовим женама - Рабији и другима, а земљишне парцеле које су биле профитабилне је пренео на своју ћерку Асију.